# Ivan Lokovšek
Ivan Lokovšek, slovenski general in učitelj, * 1. september 1913, † 1993.

## Življenjepis
Pred drugo svetovno vojno je bil učitelj. Leta 1942 je vstopil v NOVJ in KPJ. Med vojno je bil poveljnik Tomšičeve brigade, namestnik poveljnika 14. divizije, prvi pomočnik načelnika GŠ NOV Slovenije,...
Po vojni je bil poveljnik mesta Ljubljana, načelnik štaba 27. divizije, načelnik Oddelka ljudske obrambe pri vladi Slovenije, poveljnik Narodne milice Slovenije, pomočnik ministra za notranje zadeve Slovenije,...